# Enjolras
Enjolras es un personaje de la novela de Víctor Hugo Los miserables (1862). Es el líder de «Los Amigos del ABC», una asociación estudiantil ficticia de ideología revolucionaria y republicana inventada por Víctor Hugo para su novela. Enjolras es el héroe político de Los miserables, que lucha abiertamente por los derechos de las clases populares, y termina muriendo durante la insurrección de junio de 1832 en París.

## Descripción
Enjolras es definido en Los miserables como «un joven encantador capaz de ser terrorífico». Víctor Hugo lo describe como un hijo único y rico, de gran belleza, aspecto juvenil y desapego por los placeres mundanos. Al igual que en otros de sus personajes, el autor da importancia al hecho de que Enjolras no es un ser sexual y permanece virgen hasta su muerte. La única «mujer» a la que Enjolras quiso durante su vida es su patria, la nación francesa. Aun así, se destaca que «tenía la mirada profunda, los párpados algo encarnados, el labio inferior abultado y fácilmente desdeñoso, la frente despejada», atributos normalmente asociados a la belleza.
En cuanto a su pensamiento y sus ideas políticas, Enjolras es considerado el más revolucionario de Los Amigos del ABC. Enjolras defiende ideas inspiradas en las reflexiones de Rousseau, como la soberanía nacional, el contrato social o la libertad individual. Ha sido descrito como un idealista, sobre todo por su visión positiva del futuro, el cual contemplaba como un tiempo utópico en el que ya no se darían más conflictos. Pese a este idealismo, Enjolras no duda en utilizar la violencia cuando es necesario y, aunque no la considera el medio ideal para conseguir sus fines, en ocasiones la justifica, pues entiende que los medios pacíficos son inservibles. Eso no quiere decir que sea un personaje violento, ya que incluso se juzga a sí mismo con dureza cuando se ve obligado a matar por la revolución.
Enjolras se siente en Los Miserables heredero de la Revolución francesa, defiende sus logros y pretende prolongarlos en el tiempo para avanzar en el camino hacia el progreso. El personaje reconoce la Revolución francesa como antecedente de su pensamiento en el propio texto explícito de la novela, así como en su forma general de comportarse. Víctor Hugo habla del acontecimiento por boca de su narrador como del acontecimiento más importante de la Historia desde el nacimiento de Cristo, y Enjolras es el personaje que encarna esta idea.

## En la novela
El personaje de Enjolras aparece por primera vez en Los miserables al inicio del Libro Cuarto, el cual recibe el título de «Los Amigos del ABC». Su presentación en la obra se encuentra en el primer epígrafe de este libro («Un grupo que estuvo a punto de convertirse en histórico»), al igual que la descripción del resto de los componentes de la asociación. Enjolras es presentado como un amigo de Marius Pontmercy, al que conoce a través de Courfeyrac. En Los miserables se recogen algunas de sus conversaciones acerca de política, filosofía y religión con el resto de Los Amigos del ABC. Con respecto a Marius, se enfrentan de forma directa por sus opiniones divergentes sobre Napoleón, al cual Enjolras consideraba dictatorial, mientras que Marius lo defendía como gran líder de Francia.
Además, el personaje destaca por su particular relación con Grantaire, a quien se describe como un cínico, pero irremediablemente atraído por el carisma de Enjolras. Enjolras, como líder de Los Amigos del ABC, encarga a sus integrantes que realicen acciones de propaganda por todo París. En principio, no asigna ninguna tarea a Grantaire, propenso a emborracharse y olvidar sus obligaciones, aunque este insiste en que puede confiar en él. Al final, no obstante, el tiempo da la razón a Enjolras, ya que Grantaire termina jugando al dominó en lugar de dar el discurso que debía.
En cualquier caso, las actividades subversivas de Enjolras terminan por tener éxito y cristalizan en la insurrección de junio de 1832 en París. La rebelión estalla durante el desfile funerario del general Lamarque, político progresista francés. Entonces, Enjolras y sus compañeros edifican una barricada en la calle de La Chanvrerie. Su barricada conseguirá ser la que más resista de París, pero terminará cayendo. Antes, Enjolras pronuncia un discurso acerca del futuro que se ve más allá de la barricada: un futuro basado en el dominio de la razón, en el avance técnico y en la igualdad entre los hombres.
Cuando la caída de la barricada parece inevitable, Enjolras da la oportunidad a los hombres que lo acompañaban de abandonarlo, ya que es consciente de que va a morir. Después, asume su muerte, que se consuma en el piso superior de la taberna adyacente a la barricada. Víctor Hugo asocia la muerte de Enjolras a la belleza física y a la naturaleza, pues uno de los soldados que va a fusilarlo lo compara con una flor. Cuando Enjolras va a ser fusilado por el ejército francés, Grantaire, que había dormido durante toda la insurrección, despierta y pide morir a su lado, después de gritar «¡Viva la República!». Tras su muerte, Enjolras solo es recordado en Los miserables en una ocasión: cuando Marius Pontmercy, que sobrevivió a la barricada gracias a Jean Valjean, recuerda entre delirios a sus amigos y reflexiona sobre por qué él mereció vivir cuando ellos murieron.

## Adaptaciones
La figura de Enjolras ha sido una de las protagonistas en muchas de las adaptaciones de Los miserables. Aparece en películas, en musicales, en obras de teatro, en anime y también en obras de fanfiction, las cuales han tomado los elementos fundamentales del carácter del personaje y lo han adaptado a diferentes momentos históricos, incluyendo el tiempo presente.
| Actor          | Año  | Tipo de adaptación      |
| -------------- | ---- | ----------------------- |
| Robert Vidalin | 1934 | Serie de televisión     |
| John Carradine | 1935 | Película                |
| Serge Reggiani | 1958 | Película                |
| Cavan Kendall  | 1967 | Serie de televisión     |
| Timothy Morand | 1978 | Película                |
| Hervé Furic    | 1982 | Película                |
| Lennie James   | 1998 | Película                |
| Steffen Wink   | 2000 | Miniserie de televisión |
| Aaron Tveit    | 2012 | Película                |
| Joseph Quinn   | 2018 | Miniserie de televisión |